# Admontia pergandei
Admontia pergandei là một loài ruồi trong họ Tachinidae.